# 曽根富美子
曽根 富美子（曾根 富美子、そね ふみこ、本名も同じ、1958年〈昭和33年〉3月16日 - ）は、日本の漫画家・油絵作家でもある。北海道室蘭市出身。北海道室蘭商業高等学校卒業。
1975年、高校3年生のときに「りぼん」の第8回新人漫画賞で佳作第二席に選ばれ（同期の第一席は小椋冬美）、年末の正月増刊号にて『千聖子』でデビュー（北原智名義）。20歳のとき「リリカ」で再デビュー。「ぶ～け」「ひとみ」でも執筆を行う。
1992年、『親なるもの 断崖』（秋田書店の『ボニータイブ』に1988年から1989年まで連載）で第21回日本漫画家協会賞優秀賞を受賞。油絵作家としても活動しており、そのペンネームは北乃 咲喜（きたの さき）である。

## 作品リスト
- いのちの中の幸福 1987年8月(単行本発行時) 秋田書店
- 親なるもの 断崖 （秋田書店『ボニータイブ』1988年 - 1989年）
- この星のぬくもり - 自閉症児のみつめる世界（ぶんか社）
- 家族に見える虹
- 人間やめたくない
- 清流
- 地平線の彼方から
- 泣き虫の推理
- バラ色のほっぺた
- ファーザー
- いつくしみの視野
- 愛をこうひと
- 子どもたち!
- ブンむくれ!!（講談社『モーニング』に不定期連載） - 幼少期の北海道の炭鉱町での女子小学生と親と弟の一家の生活を書いた自伝的作品。
- 含羞（はじらひ）-我が友中原中也-（講談社）
- レジより愛をこめて 〜レジノ星子（スタコ）〜 （講談社『モーニング』2014年40号 - 2015年6号）- 自身が50代にして始めたスーパーのパート体験を描いたエッセイ漫画。
- 彩愛のひと（小学館『ビッグコミックオリジナル』連載）全4巻
- マザー クライシス（小学館『ビッグコミックオリジナル』電子版 2021年18号[7] - ）
- 凱輝！ Yoshiki（『ビッグコミックオリジナル増刊』2024年3月号[8] - ）